# Tân Phước Tây
Tân Phước Tây là một xã thuộc huyện Tân Trụ, tỉnh Long An, Việt Nam.
Xã Tân Phước Tây có vị trí địa lý:
- Phía đông và phía bắc giáp huyện Cần Đước với ranh giới là sông Vàm Cỏ Đông
- Phía tây giáp xã Bình Trinh Đông
- Phía nam giáp các xã Nhựt Ninh và Đức Tân.

Xã có diện tích 12,94 km², dân số năm 1999 là 5.911 người, mật độ dân số đạt 457 người/km².

## Hành chính
xã Tân Phước Tây có 2 ấp, gồm: ấp 1, ấp 2.